# Дикие лебеди (сказка)
«Дикие лебеди» (дат. De vilde svaner) — литературная сказка датского писателя Ганса Христиана Андерсена о принцессе, которая спасает одиннадцать своих братьев от чар, наложенных злой королевой-мачехой. Сказка была впервые опубликована 2 октября 1838 года в сборнике Fairy Tales Told for Children. New Collection. First Booklet в Копенгагене, столице Дании. Впоследствии была адаптирована и для других видов искусства, таких как балет, кино и мультипликация.
В соответствии с указателем сюжетов фольклорной сказки Аарне-Томпсона относится к мотиву под №451 («Братья, превратившиеся в птиц»). Другие варианты сказок этого типа включают, например, более ранние «Двенадцать братьев», «Шесть лебедей» или «Семь воронов» авторства братьев Гримм.

## Сюжет
В далёком королевстве живет овдовевший король со своими двенадцатью детьми: одиннадцатью принцами и единственной дочерью — принцессой по имени Элиза. Он решает снова жениться, но его новой женой становится злобная в душе женщина, к тому же ведьма. Новоявленная королева не собирается принимать детей короля: своих пасынков она с помощью чёрной магии превращает в лебедей, которым лишь ночью позволяется временно становиться людьми, и заставляет их улететь. Когда их сестре Элизе исполняется пятнадцать лет, королева пытается заколдовать и её, но добрая душа девушки сопротивляется нечестивому колдовству, поэтому мачеха придумывает, как изгнать её из замка: она магически пачкает лицо Элизы так, что ни её родной отец, ни обитатели замка не признают в ней принцессу. Элиза покидает дом. Скитаясь по свету, она всё же находит своих братьев, которые, постепенно узнав в ней сестру, уносят её в безопасное место на чужбине.
На новом месте Элиза селится в пещере, в одном из снов ей грезится королева фей, которая сообщает девушке, как расколдовать братьев. Для этого необходимо голыми руками собирать именно ту крапиву, что растёт возле пещеры или на кладбищах, чтобы сделать из волокон нити и связать рубашки, которые в конечном итоге помогут её братьям обрести человеческий облик. Элиза с решимостью и мужеством приступает к выполнению задания, при этом она также должна соблюдать обет молчания на всё время своей работы, потому что даже одно промолвленное слово после начала работы убьёт её братьев. Однажды молодой правитель той далекой страны случайно встречает Элизу во время своей охоты, и с первого взгляда влюбляется в неё. Он забирает девушку из пещеры и предоставляет ей комнату в своём замке, где она продолжает вязать. В конце концов король предлагает ей руку и сердце, и Элиза, чувствуя искренность и добрую заботу,  соглашается.

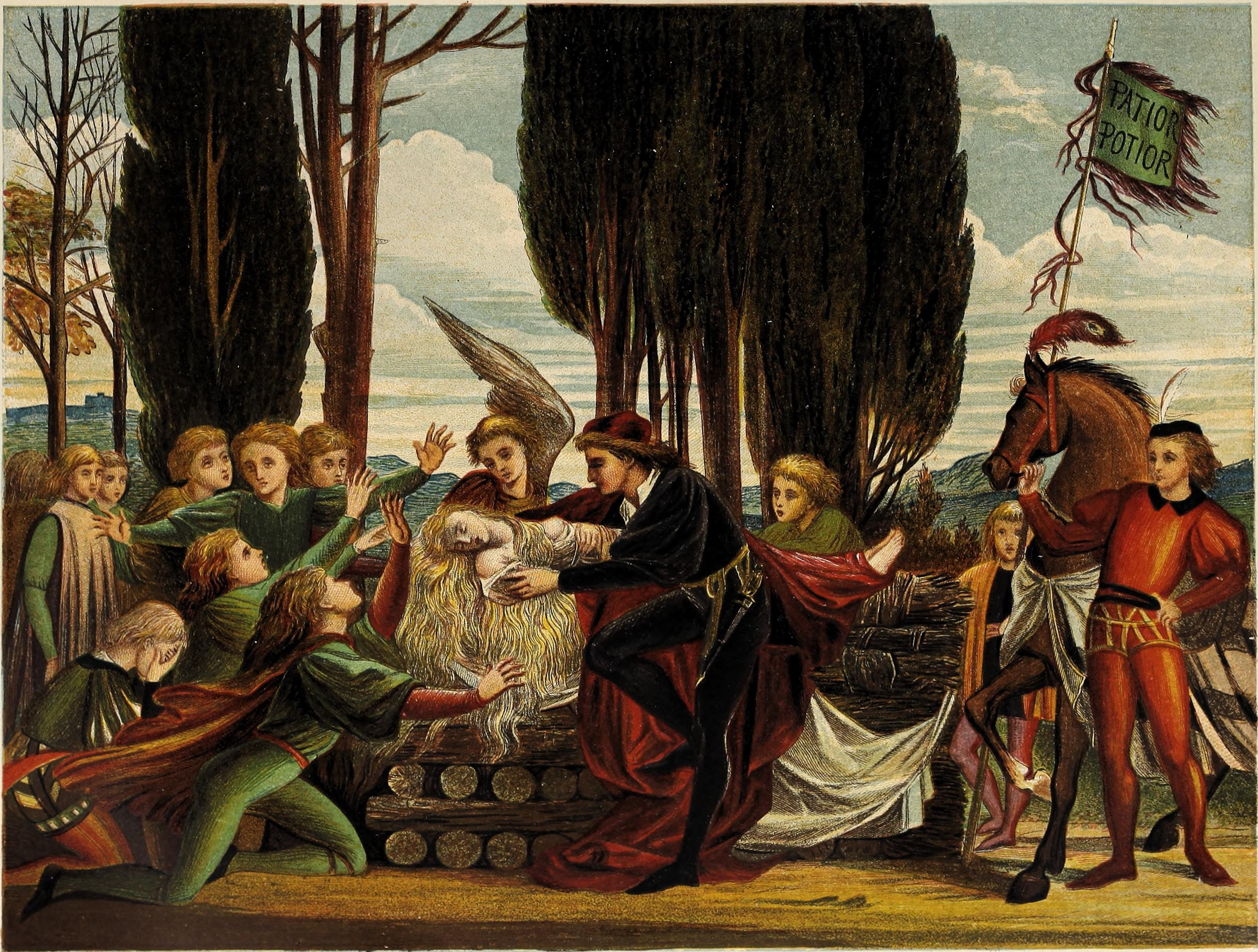
Королева рассеивает чары братьев-лебедей и падает в обморок на месте несостоявшегося сожжения. Иллюстрация Eleanor Vere Boyle

Тем не менее, архиепископ королевства считает, что Элиза ведёт себя странно, он обвиняет девушку в колдовстве, однако король ему не верит. Однажды ночью у Элизы заканчивается запас крапивы, ей приходится идти на ближайшее церковное кладбище, при этом архиепископ следит за ней. Омерзительные упыри, вскрывающие могилы и пожирающие тела покойников, также находятся на кладбище, и архиепископ считает, что Элиза каким-то образом с ними связана. Он сообщает об этом королю как о доказательстве её причастности к ведовству. Статуи святых в окрестностях кладбища протестующе качают головами, но архиепископ неверно истолковывает этот знак как подтверждение вины Элизы. Своей властью он приказывает предать Элизу суду за колдовство. Она не может сказать ни слова в своё оправдание, хотя её приговаривают к смертной казни через сожжение на костре.
Братья узнают о тяжёлом положении Элизы и решают поговорить с королём, но не успевают к нему попасть из-за наступившего утра. Даже когда Элизу везут в телеге на казнь, она продолжает вязать, решив не останавливаться до последнего момента своей жизни. Это приводит в ярость уличных зевак, которые собираются отобрать и разорвать рубашки на куски, в тот же момент прибывают братья-лебеди и спасают Элизу. Люди воспринимают это как знак свыше, указывающий на невиновность Элизы, тогда как она заканчивает последнюю рубашку. Она набрасывает их на лебедей и её братья вновь принимают человеческий облик. Теперь Элиза может говорить, она начинает объясняться, но теряет сознание от истощения. При этом дрова вокруг кола, к которому палач собирался привязать девушку чудесным образом пускают корни и расцветают. Король срывает самый верхний белый цветок и кладёт его на грудь Элизы. Цветок оживляет её, а позже они играют свадьбу.

## Адаптации
- «Дикие лебеди» — советский полнометражный мультфильм 1962 года.
- «Дикие лебеди» — советский фильм-сказка 1987 года.